# Jack Ashley, Baron Ashley of Stoke
Jack Ashley, Baron Ashley of Stoke (CH, PC) (* 6. Dezember 1922 in Widnes; † 20. April 2012) war ein britischer Politiker (Labour Party). Ashley war von 1966 bis 1992 Abgeordneter des House of Commons. Er vertrat dort den Wahlkreis Stoke-on-Trent South. 1992 wurde er zum Life Peer ernannt.

## Leben und Karriere
Jack Ashley wurde 1922 im englischen Widnes als Sohn von John Ashley († 1927) und Isabella Bridge geboren. Er war eines von vier Geschwistern.
Ashley besuchte die lokale Volksschule St Patrick's School, die er im Alter von 14 Jahren verließ, um in der chemischen Industrie zu arbeiten. Sein Vater starb früh. Er wurde Kranführer (von 1936 bis 1946) und war im Alter von 22 Jahren als Verbindungsmann (Shop Steward) der Chemical Workers' Union im Betrieb das jüngste leitende Mitglied seiner Gewerkschaft. Während des Zweiten Weltkrieges diente er in der Armee. Nach dem Krieg erhielt er ein Stipendium zum Studium am Ruskin College der University of Oxford, das er 1948 mit einem Diplom in Wirtschafts- und Politikwissenschaften abschloss. Er setzte sein Studium am Gonville and Caius College in Cambridge fort und war dort im Jahr 1951 Präsident der Gewerkschaft Cambridge Union Society.
Er forschte für die National Union of General and Municipal Workers und arbeitete von 1951 bis 1957 als Radio- und von 1957 bis 1966 als Fernsehproduzent für die BBC für die Nachrichtenmagazine Panorama und Monitor. Beim Beirat (General Advisory Council) war er von 1967 bis 1969 und von 1970 bis 1974 Mitglied.
Seit 1946 war er Mitglied im Gemeinderat von Widnes. Bei den Unterhauswahlen des Jahres 1951 trat er erfolglos im Wahlkreis Finchley an.

## Mitgliedschaft im House of Commons
Als Mitglied der Labour Party wurde er als Nachfolger des langjährigen Abgeordneten Ellis Smith bei der Unterhauswahl 1966 als Abgeordneter des Wahlkreises Stoke-on-Trent South in das britische Unterhaus gewählt.
Von 1966 bis 1967 war er Parliamentary Private Secretary (PPS) beim Minister für wirtschaftliche Angelegenheiten (Secretary of State for Economic Affairs) Michael Stewart. Im Dezember 1967 verlor er im Alter von 45 Jahren sein Gehör, nach Komplikationen bei einer Routineoperation am Ohr, die eine bei der Arbeit erlittene, durch eine Trommelfellperforation verursachte leichte Schwerhörigkeit beseitigen sollte. Damit war er der erste vollständige gehörlose Abgeordnete in Großbritannien. Nachdem er zunächst seinen Rücktritt plante, wurde er überredet, sein Mandat weiter auszuüben.
Er wurde zum leidenschaftlichen Unterstützer für die Belange der durch Gehörlosigkeit und Blindheit behinderten Menschen. Für seine Bemühungen gewann er parteiübergreifend Sympathie, Unterstützung und Respekt im Parlament. 1972 unterstützte er im Zusammenhang um die rechtliche Verantwortlichkeit des Pharmazieherstellers Distillers Company die ausschlaggebende Bewegung im Parlament, die eine Unterscheidung zwischen gesetzlichen Auflagen (legal obligation) und moralischer Verantwortlichkeit (moral obligation) durchsetzte. Der Erfolg dieser Aktion bewegte die Zeitung Sunday Times zur Fortsetzung ihrer moralischen Unterstützungskampagne für eine verbesserte Entschädigung der durch Thalidomid (Contergan-Skandal) geschädigten Kinder, auch wenn die Prozesse ihrer Eltern noch vor Gericht anhängig waren. Sein Fraktionskollege Alf Morris, jetzt Lord Morris of Manchester, unterstützte diese Aktion ebenfalls.
Harold Evans, der Herausgeber der Sunday Times, schrieb später in Good Times, Bad Times, wie selbstlos Ashley das Verfassen seiner Autobiographie zurückgestellt hatte, um die Thalidomid-Kampagne mit ganzer Kraft unterstützen zu können. Ashley unterstützte ebenso Aktionen zum Ausgleich von Impfschäden sowie durch das Arthritis-Medikament Opren verursachter Schäden.
Von 1974 bis 1976 war er Parliamentary Private Secretary (PPS) bei der Ministerin für Gesundheit und soziale Sicherheit (Secretary of State for Health and Social Security) Barbara Castle. Von 1976 bis 1978 gehörte er dem National Executive Committee der Labour Party an.
1986 gründete er zusammen mit seiner Frau die gemeinnützige Organisation Defeating Deafness, die jetzt unter dem Namen Deafness Research UK die Forschung unterstützt. Im Jahr 1992 trat er nicht erneut zu den Unterhauswahlen an; als Abgeordneter in seinem Wahlkreis folgte ihm George Stevenson nach.

## Mitgliedschaft im House of Lords
Ashley wurde am 10. Juli 1992 zum Life Peer als Baron Ashley of Stoke, of Widnes in the County of Cheshire ernannt. Seine Antrittsrede hielt er am 21. Oktober 1992 zur nationalen Sicherheit. Seit 1993 trug er ein Cochleaimplantat, das ihm einen großen Teil seines Hörvermögens zurückgab.
Er setzte sich in seinen späteren Jahren im Rahmen des Blue Badge-Systems (Behindertenparkplätze) dafür ein, dass Menschen mit Autismus ebenfalls Behindertenparkplätze nutzen dürfen. 2003 setzte er Änderungen zur Optimierung von Untertiteln im Fernsehen durch. 2006 setzte er sich für einen Gesetzentwurf zur Stärkung der Rechte von älteren Menschen und Menschen mit Behinderung ein.
Im Zeitraum ab 2001 lag seine Anwesenheit bei Sitzungstagen im mittleren Bereich. Ab der Sitzungsperiode 2009/2010 ging seine Anwesenheit zurück. Ab Januar 2011 nahm er nicht mehr an Sitzungstagen teil.
Zuletzt meldete er sich am 11. Oktober 2010 im Oberhaus zu Wort. An einer Abstimmung nahm er zuletzt am 7. April 2010 teil.

## Weitere Ämter
Beim Hearing and Speech Trust war er von 1985 bis 2001 Präsident. Außerdem war er Präsident des Royal National Institute for the Deaf, später Action on Hearing Loss des Royal College of Speech & Language Therapists bis zu seinem Tod.
Ashley war von 1993 bis 2003 Kanzler der University of Staffordshire.

## Ehrungen
1975 wurde er Mitglied des Order of the Companions of Honour. Dem Privy Council gehörte Ashley seit 1979 an.
Er wurde 1975 mit der Ehrendoktorwürde eines Doctor of Humane Letters von der Gallaudet University ausgezeichnet, in Anerkennung seiner Bemühungen in Einsatz für gehörlose und schwerhörige Menschen.

## Familie und Tod
Er heiratete 1951 Pauline Kay Crispin, die 2003 im Alter von 70 Jahren in Surrey starb. Das Paar hatte drei Töchter, darunter auch die jetzige Journalistin Jackie Ashley.
Ashley starb am 20. April 2012 im Alter von 89 Jahren, nachdem er an einer Lungenentzündung erkrankt war.

## Veröffentlichungen
- Journey into Silence, The Bodley Head Ltd, 1973, ISBN 978-0370013848
- Acts of Defiance, Reinhardt Books, 1992, ISBN 978-1871061314